# 미국 대 콤스톡 사건
미국 대 콤스톡 사건(United States v. Comstock 560 U.S. ___ (2010) )은 미국 연방 대법원 판례이다. 대법원은 연방정부가 필요적절조항에 따라 구속중인 피의자를 감호처분에 처하는 것을 허용하였다. 정신적으로 장애를 가진, 성적으로 위험한 사람의 시민 격리를 그들의 법원 판결의 결과를 넘어서 연방 정부가 명령할 수 있다는 것이다.